# Upplands runinskrifter 983
Upplands runinskrifter 983 är en vikingatida runsten av mörkt blågrön diabas i Ärna, Bärby och Uppsala kommun. 
Runstenen är 1,80 meter hög, 1,3 meter bred och 0,2 meter tjock. Runhöjden är 7,5 centimeter. Den påträffades vid slutet av 1890-talet, då den låg söndersprängd med den ristade sidan nedåt. Stenen lagades och restes 1944. Inskriften är en nonsensinskrift och saknar begriplig mening. Stenen står några meter norr om huvudvägen på Uppsala-Ärna flygplats område.

## Inskriften
Inskriften är grunt huggen, men tämligen tydlig. Ornamentiken är tafatt och knappast utförd av en van runristare.
Translitterering av runraden:
linkntiþt ·: nmui : knit... × tsu-...
Normalisering till runsvenska:
... ... ... ...